# Erik Jensen (rektor)
 For alternative betydninger, se Erik Jensen. (Se også artikler, som begynder med Erik Jensen)
Erik Jensen (f. 19. juli 1937 i København) var rektor for Duborg-Skolen i Flensborg fra 1989 til 31. juli 2003. Han kom fra en stilling som rektor på Viby Amtsgymnasium 1975-89.
Erik Jensen blev student fra Efterslægtselskabets Skole i 1957. I 1966 blev han cand.mag. fra Københavns Universitet med tysk som hovedfag og gymnastik som bifag. I studietiden underviste han, først på sit eget gamle gymnasium i ét år og dernæst 6 år som timelærer på Nørre Gymnasium, inden han i 1966 blev adjunkt på Viby Amtsgymnasium. Han var amanuensis ved Aarhus Universitet 1967-68. Han blev udnævnt til studielektor på Viby Amtsgymnasium i 1971 og var dets rektor 1975-89, hvorefter han var rektor for det danske mindretals gymnasium i Flensborg de følgende 14 år.
1973-76 var Erik Jensen samtidig undervisningsministeriets fagkonsulent i tysk, 1973-85 medlem af opgavekommissionen til studentereksamen og HF i tysk, 1973-80 censor i tysk ved universiteterne.
Derudover har Erik Jensen været engageret i foreningsarbejde, og han har udgivet flere undervisningsbøger til tysk og oversat til tysk.
Efter sin pensionering er han blevet boende i Flensborg, og han er aktiv inden for det danske mindretal. Han er formand for voksenundervisningsnævnet for Dansk Voksenundervisning i Sydslesvig og medlem af bestyrelsen for Askov Højskole og sekretær i Sankt Knudsgildet i Flensborg.